# Салливан, Майк (хоккеист, 1968)
Майкл (Майк) Барри Са́лливан (англ. Michael Barry Sullivan; род. 27 февраля 1968, Маршфилд, Массачусетс) — американский хоккеист (центральный нападающий) и тренер. В 2015—2025 годах — главный тренер команды НХЛ «Питтсбург Пингвинз»; на этом посту приводил команду к победе в финале Кубка Стэнли 2016 и 2017 годов. Ныне главный тренер команды НХЛ «Нью-Йорк Рейнджерс».

## Спортивная биография
В 1986—1990 годах выступал в NCAA за команду Бостонского университета («Бостон Юниверсити Терьерс»). В сезоне 1990/91 выступал за «Сан-Диего Галлc» (ИХЛ).
В сезонах 1991/92 — 2001/02 — игрок НХЛ; выступал за клубы «Сан-Хосе Шаркс», «Калгари Флэймз», «Бостон Брюинз», «Финикс Койотис». Также выступал за «Канзас-Сити Блэйдз» (ИХЛ) и «Сент-Джон Флэймз» (АХЛ). Был нападающим оборонительного плана, специализировался на игре в «чекерском» звене и в меньшинстве. Итого в НХЛ — 709 матчей в регулярных первенствах (54 гола + 82 голевых передачи), 34 (4+8) в плей-офф. Выбран на драфте расширения НХЛ 1998 года клубом «Нэшвилл Предаторз» под 25-м номером.
В составе сборных США — участник молодёжного первенства мира (1988), чемпионата мира (1997).
В 2002 году завершил игровую карьеру и перешёл на тренерскую работу, возглавив «Провиденс Брюинз» (фарм-клуб «Бостона» в АХЛ). Под конец регулярного первенства АХЛ, успешного для «Провиденса», Салливан был переведён в «Бостон» на должность тренера-ассистента. В июне 2003 года назначен главным тренером «Бостон Брюинз»; провёл на этом посту два сезона (сезон 2004/05 не состоялся из-за локаута). В сезоне 2003/04 «Брюинз» успешно провели регулярный чемпионат (2-е место на Востоке, победа в дивизионе), однако в первом раунде плей-офф проиграли в семи матчах «Монреалю». Сезон 2005/06 команда провалила — 3-е место с конца на Востоке, и в июне 2006 года Салливана уволили.
Салливан был тренером-ассистентом сборной США на Олимпийских играх 2006 года. На ЧМ-2007 он был главным тренером американцев, а год спустя на ЧМ — вновь ассистентом. На всех трёх турнирах американцы выбывали в 1/4 финала.
В сезоне 2007/08 Салливан был помощником Джона Тортореллы в команде «Тампа-Бэй Лайтнинг»; в следующем сезоне (с ноября) там же ассистировал Рику Токкету. В 2009—2013 годах, четыре сезона, ассистировал Торторелле в «Нью-Йорк Рейнджерс», а в сезоне 2013/14 — ему же в «Ванкувер Кэнакс». В начале 2014 года Салливан исполнял обязанности главного тренера «Кэнакс» после того, как Торторелла был дисквалифицирован на 6 игр за неспортивное поведение в матче против «Калгари Флэймз». В сезоне 2014/15 — тренер по развитию игроков в «Чикаго Блэкхокс».
В июне 2015 года Салливан стал главным тренером команды АХЛ «Уилкс-Барре/Скрэнтон Пингвинз» (фарм-клуба «Питтсбурга»). 12 декабря 2015 года, после отставки Майка Джонстона, назначен главным тренером «Питтсбурга». Под руководством Салливана «пингвины» показали солидную игру в регулярном первенстве 2015/16 (2-е место на Востоке), а затем вышли в финал Кубка Стэнли и выиграли его.
15 января 2016 года Федерация хоккея США сообщила, что Салливан войдёт в тренерский штаб национальной сборной на Кубке мира 2016 года.